# Cale Makar
Cale Douglas Makar (Calgary, 30 ottobre 1998) è un hockeista su ghiaccio canadese che gioca nei Colorado Avalanche della National Hockey League (NHL), cui è capitano alternativo. Makar è stato selezionato con la quarta scelta assoluta dagli Avalanche nel draft NHL 2017.
Dopo due stagioni nella NCAA con gli UMass Minutemen, Makar ha debuttato nella NHL nella stagione 2019-20, avendo un impatto immediato e vincendo il Calder Memorial Trophy come rookie dell'anno. Nella sua seconda stagione da professionista è stato nominato per il James Norris Memorial Trophy, assegnato al miglior difensore della lega, e ha vinto il Norris nella successiva stagione 2021-22. Makar ha vinto la Stanley Cup con gli Colorado Avalanche nel 2022, aggiudicandosi il Conn Smythe Trophy come giocatore di maggior valore nei playoff del 2022, e il James Norris Memorial Trophy come migliore difensore dell'anno. È stato ampiamente citato come uno dei migliori difensori e giocatori della NHL moderna.
A livello internazionale, Makar ha giocato per la squadra juniores del Canada, vincendo l'oro ai Campionati mondiali juniores del 2018.

## Carriera

### Juniores
A 17 anni, Makar si è affermato come difensore di spicco con i Bandits nel 2015-16, realizzando 55 punti in 54 partite e guadagnandosi il riconoscimento AJHL All-League e All-Rookie. Ha segnato 14 punti in 13 partite per aiutare i Brooks Bandits a conquistare il campionato AJHL (Alberta Junior Hockey League). La sua stagione produttiva gli ha permesso di ottenere i premi AJHL e CJHL Rookie of the Year, il premio Western Canada Cup Top Defenceman e i premi RBC Cup Top Defenceman, Top Scorer e Most Valuable Player.
Grazie alla sua rapida ascesa nelle classifiche prima del draft NHL del 2017, Makar è stato considerato un top prospect e uno dei migliori difensori disponibili. È stato descritto come un pattinatore dinamico che crea offesa ogni volta che è sul ghiaccio. Alla fine Makar è stato scelto dai Colorado Avalanche come quarto giocatore assoluto, il secondo difensore selezionato nel draft, dopo la terza scelta assoluta Miro Heiskanen. Makar è diventato il più alto giocatore scelto direttamente dalla AJHL e solo il secondo al primo turno dopo Joe Colborne nel 2008.
Makar ha annunciato il suo impegno a giocare a livello collegiale a hockey con l'Università del Massachusetts Amherst della conferenza Hockey East NCAA il 29 agosto 2015.

### College
Nonostante il suo status di blue-chip prospect, Makar ha scelto di rimanere fedele al suo impegno e di unirsi al programma in ricostruzione degli UMass Minuteman per la stagione 2017-18. Come matricola, ha assunto subito un ruolo di top-pairing, al fianco di Jake McLaughlin, e ha registrato il suo primo punto collegiale nel suo debutto contro l'Arizona State University il 6 ottobre 2017. Ha registrato il suo primo gol nella vittoria per 4-0 contro il Merrimack College il 27 ottobre 2017.
Durante quella stagione si è piazzato al quinto posto della squadra in termini di punteggio, secondo tra i difensori, con 5 gol e 16 assist per 21 punti in 34 partite. È stato selezionato come co-esordiente dell'anno dalla New England Hockey Writers Association e, classificandosi al nono posto in termini di punteggio tra i difensori nell'Hockey East, è stato selezionato per l'All-Rookie e il Third All-Star Teams della conferenza.
A stagione conclusa e nonostante l'interesse dei Colorado Avalanche a diventare professionista, Makar ha scelto di continuare il suo sviluppo tornando per la sua seconda stagione con UMass nel 2018-19. In quella stagione, Makar è diventato il primo Minutemen premiato come Giocatore dell'anno dell'Hockey East dopo aver guidato la lega in termini di punteggio e aver concluso al secondo posto nella conferenza. Il 12 aprile Makar è stato annunciato vincitore dell'Hobey Baker.

### Carriera in NHL

#### Esordio e Calder Trophy (2019-2021)
Il 14 aprile 2019 gli Avalanche hanno firmato Makar con un contratto triennale entry-level. Il giorno dopo ha segnato il suo primo gol in carriera nella NHL con il suo primo tiro nella lega, durante gara 3 del primo turno dei playoff della Stanley Cup 2019 contro i Calgary Flames. In questo modo è diventato il primo difensore a segnare un gol nei playoff al suo debutto in NHL.
Il 18 gennaio 2020, Makar ha stabilito un nuovo record di franchigia degli Avalanche con il suo undicesimo gol stagionale, superando il record di John-Michael Liles per il maggior numero di gol di un difensore esordiente. Grazie al suo gioco, è stato nominato finalista del Calder Memorial Trophy insieme a Quinn Hughes e Dominik Kubalík. Al termine della stagione regolare, Makar è stato premiato con il Calder Memorial Trophy come esordiente dell'anno. Dopo la stagione 2020-21 Makar è stato nominato finalista per il James Norris Memorial Trophy e si è classificato al secondo posto nelle votazioni per il trofeo.

#### Stanley Cup, Norris e Conn Smythe (2021-ora)
Il 24 luglio 2021 Makar ha firmato un'estensione di sei anni e 54 milioni di dollari con gli Avalanche. Il 28 ottobre Makar ha segnato due punti (un gol e un assist) nella vittoria per 4-3 contro i St. Louis Blues, realizzando così il suo 100° punto in sole 108 partite, a pari merito con Sergei Zubov come sesto difensore più veloce a realizzare questa impresa. Il 25 marzo 2022, Makar ha segnato il suo 24° gol della stagione 2021-22 nella vittoria per 6-3 contro i Philadelphia Flyers, battendo il record stagionale degli Avalanche per i gol segnati da un difensore. Ha terminato la stagione con 28 gol, il maggior numero di gol di un difensore nella NHL dopo Brent Burns nella stagione 2016-17, e 58 assist. 19 dei suoi 28 gol sono stati realizzati in situazione di parità. Makar è stato nominato finalista del James Norris Memorial Trophy per la seconda stagione consecutiva. Ha vinto il Norris Trophy, primo difensore degli Avalanche a riuscirci, e si è classificato ottavo nelle votazioni per l'Hart Memorial Trophy, assegnato dalla Professional Hockey Writers' Association al giocatore di maggior valore della lega.
Gli Avalanche si sono classificati al primo posto nella Western Conference e al secondo posto in classifica generale, accedendo ai playoff della Stanley Cup 2022 e incontrando i Nashville Predators al primo turno. Makar ha segnato 10 punti in quattro partite contro i Predators, stabilendo il record di punti per un difensore nelle prime quattro partite della postseason. Il compagno di squadra Nathan MacKinnon ha commentato: “Potrebbe essere il miglior giocatore della lega in questo momento”. Avrebbe accumulato altri 19 punti nei tre turni successivi, mentre gli Avalanche estromettevano i St. Louis Blues e gli Edmonton Oilers prima di sconfiggere i Tampa Bay Lightning, due volte campioni in carica, nelle finali di Coppa. Makar ha concluso i playoff con 29 punti, quarto miglior risultato per un difensore in una singola postseason nella storia della lega. Ha ricevuto il Conn Smythe Trophy come giocatore di maggior valore nella postseason ed è diventato solo il terzo difensore a vincere i Trofei Norris e Conn Smythe nella stessa stagione, dopo Bobby Orr (1970 e 1972) e Nicklas Lidström (2002).
Il 6 marzo 2024 Makar registra la sua prima tripletta in carriera nella NHL nella vittoria per 7-2 sui Detroit Red Wings, diventando il primo difensore degli Avalanche a riuscirci dai tempi di Sandis Ozoliņš, il 6 dicembre 1999. Viene votato come finalista del Norris Trophy per la quarta stagione consecutiva, avendo chiuso al secondo posto per punti e al primo per punti a partita tra i difensori. La stagione successiva 2024-25 vede Makar raggiungere nuovi traguardi offensivi. Il 3 aprile 2025 ha registrato il suo 30° gol stagionale, diventando il nono difensore nella storia della NHL a raggiungere questo traguardo, e solo il secondo nell'era post-lockout (stagione 2004-05).

### Carriera in nazionale
Makar è stato selezionato nella squadra juniores del Canada per i Campionati mondiali juniores 2018, vincendo l'oro. Makar ha concluso il torneo in testa a tutti i difensori con tre gol e otto punti in sette partite, ed è stato l'unico canadese nominato nell'All-Tournament Team.
Dopo i Mondiali juniores, Makar avrebbe rifiutato l'invito a far parte della squadra senior del Canada per le Olimpiadi invernali del 2018 per concentrarsi sulla sua stagione all'UMass, dato che avrebbe dovuto saltare tre settimane per il torneo.

## Statistiche
Statistiche aggiornate ad aprile 2025.

### Club
| 2014–15    | Brooks Bandits     | AJHL       | 3   | 1  | 4   | 5   | 4  | 20 | 1  | 6  | 7  | 4  |
| 2015–16    | Brooks Bandits     | AJHL       | 54  | 10 | 45  | 55  | 28 | 13 | 3  | 11 | 14 | 0  |
| 2016–17    | Brooks Bandits     | AJHL       | 54  | 24 | 51  | 75  | 18 | 13 | 5  | 11 | 16 | 4  |
| 2017–18    | UMass-Amherst      | HE         | 34  | 5  | 16  | 21  | 20 | —  | —  | —  | —  | —  |
| 2018–19    | UMass-Amherst      | HE         | 41  | 16 | 33  | 49  | 31 | —  | —  | —  | —  | —  |
| 2018–19    | Colorado Avalanche | NHL        | —   | —  | —   | —   | —  | 10 | 1  | 5  | 6  | 0  |
| 2019–20    | Colorado Avalanche | NHL        | 57  | 12 | 38  | 50  | 12 | 15 | 4  | 11 | 15 | 0  |
| 2020–21    | Colorado Avalanche | NHL        | 44  | 8  | 36  | 44  | 12 | 10 | 2  | 8  | 10 | 2  |
| 2021–22    | Colorado Avalanche | NHL        | 77  | 28 | 58  | 86  | 26 | 20 | 8  | 21 | 29 | 10 |
| 2022–23    | Colorado Avalanche | NHL        | 60  | 17 | 49  | 66  | 30 | 6  | 1  | 4  | 5  | 6  |
| 2023–24    | Colorado Avalanche | NHL        | 77  | 21 | 69  | 90  | 16 | 11 | 5  | 10 | 15 | 0  |
| NHL totale | NHL totale         | NHL totale | 315 | 86 | 250 | 336 | 96 | 72 | 21 | 59 | 80 | 18 |

### International
| Anno            | Team            | Evento          | Risultato       |    | GP | G | A  | Pts | PIM |
| --------------- | --------------- | --------------- | --------------- | -- | -- | - | -- | --- | --- |
| 2015            | Canada West     | WJAC            | Oro             | 4  | 1  | 0 | 1  | 0   |     |
| 2016            | Canada West     | WJAC            | Quinto          | 4  | 4  | 4 | 8  | 0   |     |
| 2018            | Canada          | WJC             | Oro             | 7  | 3  | 5 | 8  | 0   |     |
| 2025            | Canada          | 4NF             | Oro             | 3  | 0  | 1 | 1  | 0   |     |
| Totale juniores | Totale juniores | Totale juniores | Totale juniores | 15 | 8  | 9 | 17 | 0   |     |
| Totale senior   | Totale senior   | Totale senior   | Totale senior   | 3  | 0  | 1 | 1  | 0   |     |

## Premi e onorificenze
| Award                             | Year             | Ref    |
| AMHL                              | AMHL             | AMHL   |
| --------------------------------- | ---------------- | ------ |
| First All-Star Team               | 2015             |        |
| AJHL                              |                  |        |
| South All-Rookie Team             | 2016             |        |
| South All-Star Team               | 2016             |        |
| Rookie of the Year                | 2016             |        |
| CJHL Rookie of the Year           | 2016             |        |
| RBC Roland Mercier Trophy (MVP)   | 2016, 2017       |        |
| RBC Top Defenceman                | 2016, 2017       |        |
| RBC Top Scorer                    | 2016             |        |
| Most Outstanding Defenceman       | 2017             |        |
| MVP                               | 2017             | [ 37 ] |
| Playoff MVP                       | 2017             |        |
| RBC CJHL Player of the Year       | 2017             | [ 38 ] |
| NCAA                              |                  |        |
| HE All-Rookie Team                | 2018             |        |
| HE Third All-Star Team            | 2018             | [ 39 ] |
| New England Rookie of the Year    | 2018             | [ 40 ] |
| HE Scoring Leader                 | 2019             | [ 41 ] |
| HE First All-Star Team            | 2019             |        |
| HE Player of the Year (unanimità) | 2019             |        |
| First Team All-American           | 2019             | [ 42 ] |
| Hobey Baker Award                 | 2019             |        |
| New England Best Defenceman       | 2019             | [ 43 ] |
| New England Player of the Year    | 2019             | [ 43 ] |
| New England All-Star              | 2019             | [ 43 ] |
| CHN Player of the Year            | 2019             | [ 44 ] |
| All-CHN First Team                | 2019             | [ 44 ] |
| USCHO Player of the Year          | 2019             | [ 45 ] |
| NCAA Northeast Regional MVP       | 2019             | [ 46 ] |
| UMass Male Athlete of the Year    | 2019             |        |
| NHL                               |                  |        |
| Calder Memorial Trophy            | 2020             | [ 47 ] |
| NHL All-Rookie Team               | 2020             | [ 48 ] |
| NHL First All-Star Team           | 2021, 2022       | [ 49 ] |
| NHL Second All-Star Team          | 2023, 2024       |        |
| NHL All-Star Game                 | 2022, 2023, 2024 | [ 50 ] |
| James Norris Memorial Trophy      | 2022             | [ 51 ] |
| Conn Smythe Trophy                | 2022             | [ 52 ] |
| Stanley Cup champion              | 2022             | [ 53 ] |
| Internazionale                    |                  |        |
| WJC All-Tournament Team           | 2018             |        |
| 4 Nations Face-Off champion       | 2025             | [ 54 ] |